# Karl Wölfl
Karl Wölfl (* 5. Januar 1914 in Wien; † 29. November 2004) war ein österreichischer Radrennfahrer und nationaler Meister im Radsport.

## Sportliche Laufbahn
Wölfl war Teilnehmer der Olympischen Sommerspiele 1936 in Berlin. Er bestritt mit dem Vierer Österreichs die Mannschaftsverfolgung, sein Team belegte den 10. Platz. 1940 siegte er in der nationalen Meisterschaft im Straßenrennen.
1941 wurde er bei den nationalen Meisterschaften in Deutschland im Bahnradsport Vize-Meister im Tandemrennen. 
1941 wurde er Zweiter in der Meisterschaft Deutschlands im Sprint hinter Werner Bunzel. Den Titel als Staatsmeister Österreichs im Tandemrennen konnte er 1946 mit Johann Goldschmid und 1947 mit Walter Freitag gewinnen. Wölfl startete für den Wiener Sport Club. Er wurde am Kagraner Friedhof bestattet.